# کلیسای جامع مالاگا
کلیسای جامع مالاگا (انگلیسی: Málaga Cathedral) یک کلیسای کاتولیک در شهر مالاگا، اسپانیا است.
این کلیسا در سال ۱۵۲۸ شروع به ساخت و در سال ۱۷۸۲ ساخت آن به پایان رسیده‌است.

## نگارخانه

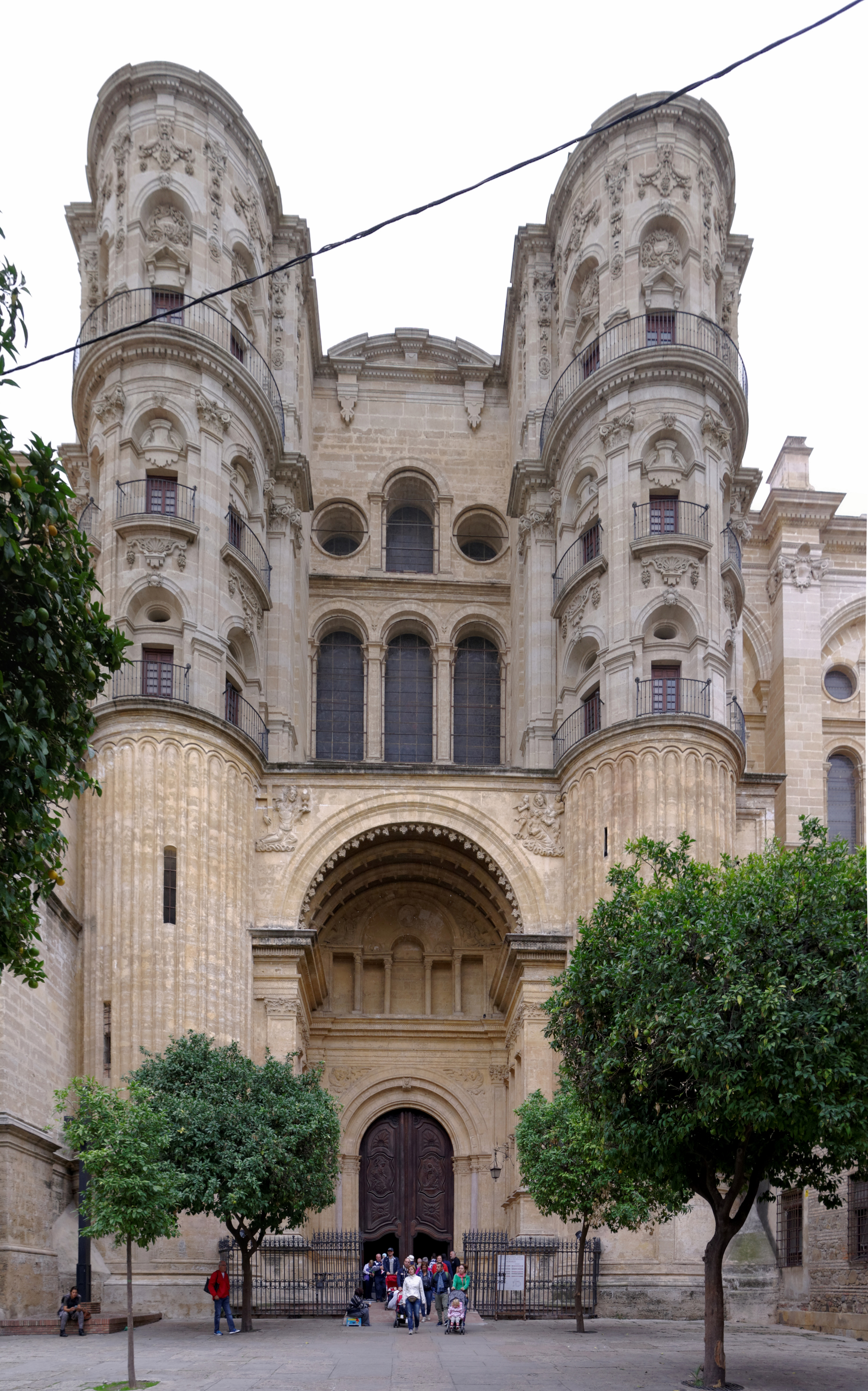
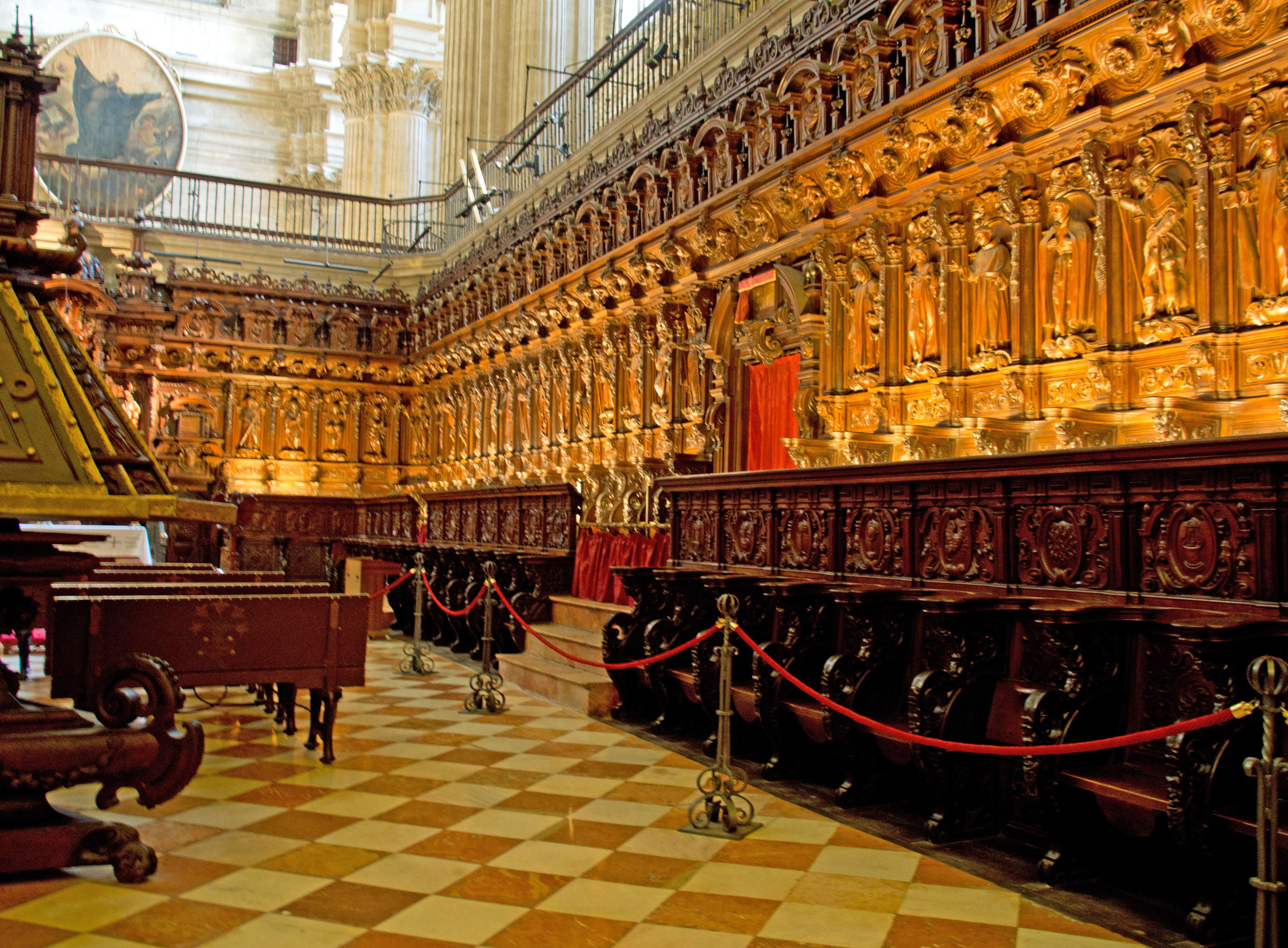
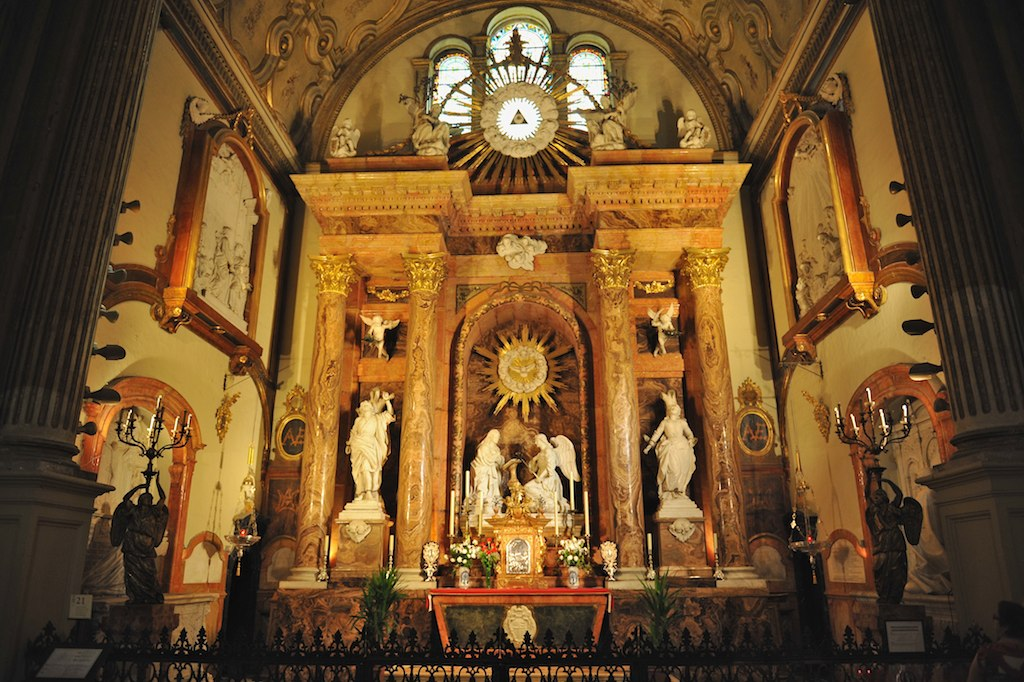
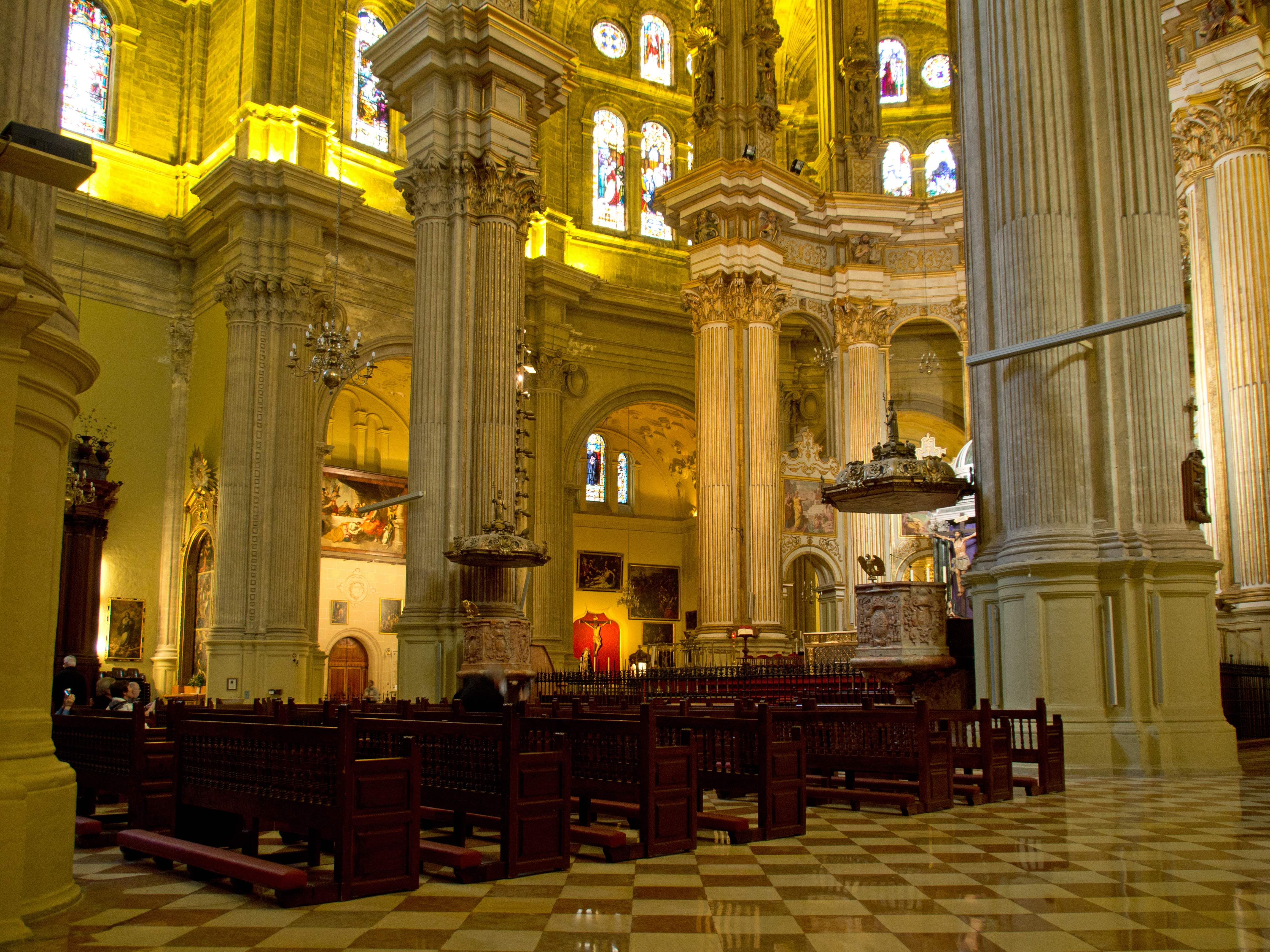